# Cometa West
Cometa West (oficial desemnată prin C/1975 V1, și altădată prin 1976 VI, și 1975n) este o cometă care a fost descoperită de astronomul danez Richard M. West, pe plăcile fotografice luate la Observatorul La Silla, în Chile, la data de 10 august 1975, apoi la 13 august și la 24 septembrie.
Conform calculelor efectuate de astronomul Brian G. Marsden, cometa trece la periheliu la data de 25 februarie 1976 la 0,1966 ua de Soare. Magnitudinea sa atinge atunci -3.  
Deși a fost o cometă spectaculoasă, vizibilă cu ochiul liber începând din februarie 1976 până la jumătatea lui aprilie, trecerea sa a avut puțin ecou în Mass media, spre deosebire de cometa Kohoutek. După estimări prea optimiste ale acesteia din urmă, astronomii s-au arătat mai prudenți în privința cometei West.
După trecerea prea aproape de Soare, nucleul cometei s-a spart în patru bucăți la sfârșitul lunii martie. 
Această cometă are o perioadă orbitală estimată la 559.000 ani. 
La afeliu, ea poate atinge distanța de 13.560 ua, ceea ce poate să o așeze în categoria cometelor din Norul lui Oort.